# Павел из Визны
Па́вел из Ви́зны (пол. Paweł z Wizny) — деятель протестантизма второй половины XVI века, идеолог радикальной реформации в Великом княжестве Литовском.
В декабре 1565 года участвовал на синоде польских и литовских братьев в Венгруве на Подляшье, где был среди тех, кто поддержал социальный радикализм мюнстерских анабаптистов. В январе 1568 года на проходившем в Ивье синоде литовских братьев Якуб вместе с Якубом из Калиновки вёл полемику с лидером правого крыла антитринитариев Симоном Будным. Павел выступал за социальное равенство, был против владения крестьянами, считая, что каждый должен зарабатывать себе на хлеб собственным трудом. Ссылаясь на Библию, подчёркивал, что Бог создал всех людей равными и властвовать над другими людьми не надлежит христианину. В 1568 году на синоде в Пелешнице поддержал социальный радикализм Гжегожа Павла.